# Храм Радхи-Радханатхи (Дурбан)
Храм Ра́дхи-Радхана́тхи в Дурбане (англ. Radha Radhanath Temple of Understanding) — храм Международного общества сознания Кришны (ИСККОН) в г. Дурбане, ЮАР. Посвящён Радха-Кришне. Это крупнейший индуистский храм в Южном полушарии и одна из основных туристических достопримечательностей Дурбана. Основан в 1985 году.